# Ортоклаз

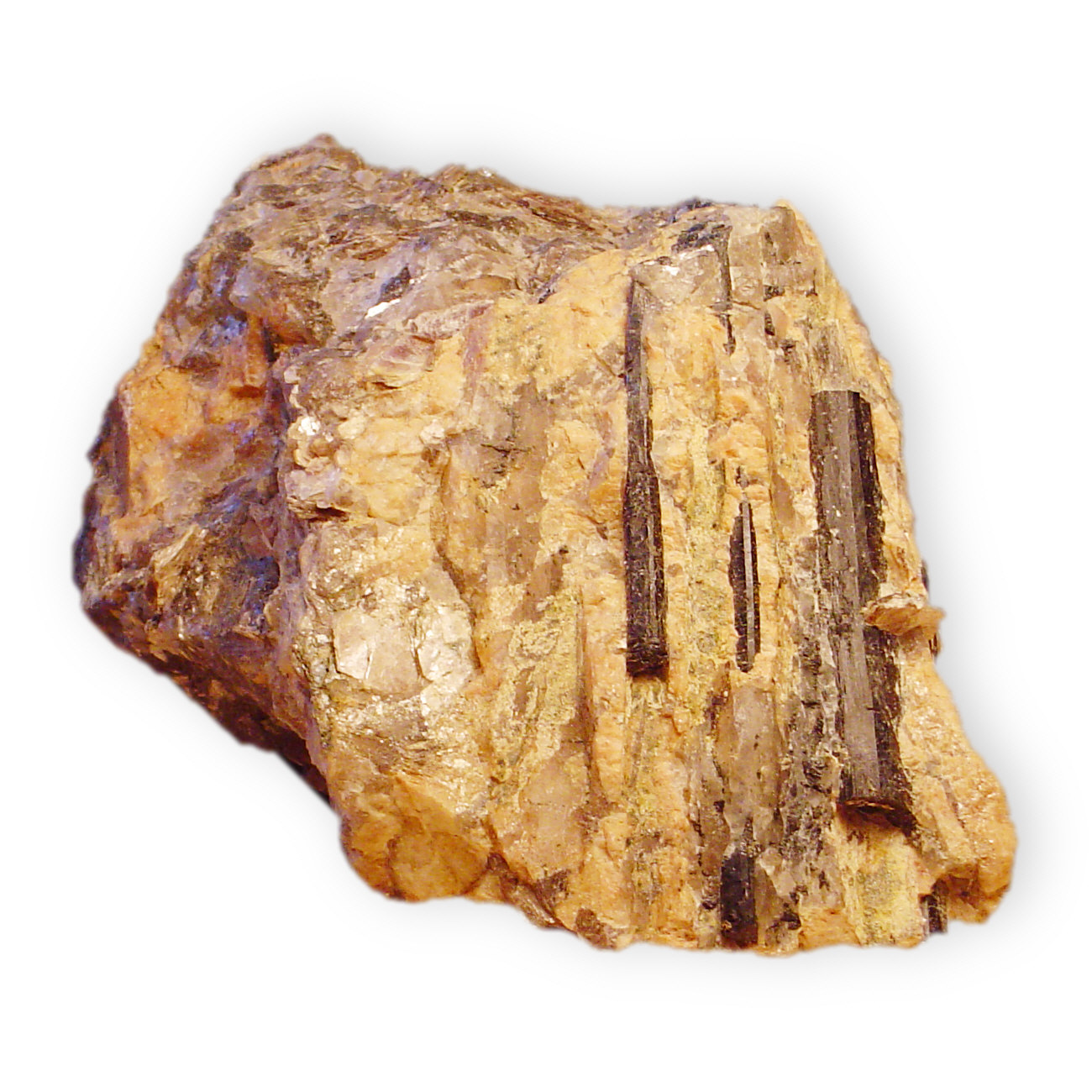
Ортоклаз

Ортоклаз (від дав.-гр. ὀρθός — «прямий» і κλάσις — «заломлення») — породотвірний мінерал з класу силікатів, група лужних польових шпатів. Алюмосилікат калію каркасної будови. Синоніми — аргіліт, котаїт, некроніт, ортоз, пегматоліт, фельзит.

## Етимологія та історія
Ортоклаз був названий у 1823 році німецьким мінералогом Августом Брейтгауптом (1791—1873), який назвав мінерал на основі його хорошої або ідеальної спайності під прямим кутом. Від грецьких слів ὀρθός orthos, що означає «прямий» або «правильний», і κλάσις klasis, що означає «розщеплення».

## Загальний опис
Хімічна формула: K[AlSi3O8]. 
Утворює ізоморфний ряд з альбітом, цельзіаном. Ізоморфні домішки: Na2O, BaO, Rb2O3, FeO, Fe2O3, CaO, Ga2O3 та ін. 
Диморфний з мікрокліном. 
Сингонія моноклінна. Призматичний вигляд. Форми виділення: крупнокристалічні до гігантокристалічних блоки, тонкозернисті і щільні агрегати, кристали з різноманітними двійниками (карлсбадськими, бавенськими, манебахськими), зростки кристалів. Густина 2,5-2,6. Твердість 6,5-6,75. Колір білий, рожевий. Блиск скляний. Має мурчісонітову окремість. Важливий мінерал кислих та середніх магматичних порід. Зустрічається також в метаморфічних породах і в пегматитах.
Утворення: в польових шпатах, гранітних пегматитах і сієнітах. У порожнинах в
базальтах; у високометаморфічних породах і в результаті калієвих гідротермальних змін; також має
аутигенне та детритне походження.
Асоціація: альбіт, мусковіт, біотит, рогова обманка, шерл, берил.
Використовують у склоробній та керамічній промисловості.
Деякі зрощення ортоклазу та альбіту мають привабливий блідий блиск і називаються місячним каменем, якщо вони використовуються в ювелірних виробах. Більшість місячних каменів є напівпрозорими та білими, хоча зустрічаються також різновиди сірого та персикового кольорів. У гемології їхній блиск зазвичай описується як кремовий або сріблясто-білий.

## Різновиди
Розрізняють:
- ортоклаз баріїстий (різновид ортоклазу, який містить барій у відношенні К: Ва>6);
- ортоклаз ґаліїстий (штучний ортоклаз, у якого алюміній заміщується ґалієм);
- ортоклаз ґерманіїстий (штучний ортоклаз, у якого кремній заміщується ґерманієм);
- ортоклаз залізний (різновид ортоклазу з Мадагаскару, в якому тривалентне залізо знаходиться у четверній координації; вміст Fe2O3 до 3 %; колір жовтий; дуже рідкісний);
- ортоклаз натровий (натроортоклаз).

## Поширення
Знахідки: Сен-Готтард, Тічино та Валь-Джув (Val Giuv),
Туєч, Швейцарія. Ціллертальські Альпи, Тіроль, Австрія. У Бавено, П'ємонт, Трентіно-Альто-Адідже, і в Сан-П'єро-ін-Кампо, Ельба, Італія. В Еппрехштейні,
Баварія; Карлові Вари, Богемія; і Манебах, Тюрингія, Німеччина. З Корнуолла, Англія. 
Уральські гори.
У США, штати Мен, Делавер, Пенсільванія, Каліфорнія, Колорадо, Невада. З Гуанахуато, Мексика. Префектура Сіґа, Японія. На о. Мадагаскар.
Добувається в основному з дезінтеґрованих на поверхні гранітних пегматитів (М'янма, Шрі-Ланка). Мінерал зустрічається також в сієнітових пегматитах (Італія, Канада, Норвегія, Польща, Росія). В Україні є в межах Українського щита.
Виявлений марсоходом NASA Curiosity Rover у марсіанських пісковиках.